# Pawieł Bogdanowicz
Pawieł Nikołajewicz Bogdanowicz, ros. Павел Николаевич Богданович (ur. w 1883 r. w Kijowie, zm. 6 marca 1973 r. w Buenos Aires) – rosyjski wojskowy (pułkownik), antykomunistyczny działacz polityczny, wydawca proniemieckiego "Kuriera Paryskiego" podczas II wojny światowej.

## Życiorys
Ukończył aleksandrowskie klasyczne gimnazjum w Carycynie, a następnie szkołę wojskową w Kijowie. Służył w 13 erywańskim pułku lejb-grenadierskim. W 1911 r. ukończył Nikołajewską Akademię Wojskową. Dostał przydział do lejbgwardii Pułku Prieobriażeńskiego. W 1914 r. został w stopniu kapitana przeniesiony do sztabu generalnego armii rosyjskiej. Po wybuchu I wojny światowej został młodszym adiutantem w sztabie 8 dywizji piechoty. Pod koniec sierpnia 1914 r. dostał się do niewoli niemieckiej w wyniku okrążenia 2 Armii w Prusach Wschodnich i został osadzony w obozie jenieckim. Pod koniec wojny udało mu się zbiec do Galicji. 
W 1921 r. został przyjęty do pracy w rosyjskiej misji wojskowej w Paryżu jako sztabsoficer do specjalnych poruczeń. Awansował do stopnia podpułkownika, a następnie pułkownika. W 1925 r. założył młodzieżową Narodową Organizację Rosyjskich Wywiadowców (NORR). Działał też w Zrzeszeniu Eriwańskiego Pułku Lejb-Grenadierskiego. 
W okresie II wojny światowej podjął współpracę z Niemcami. Od poł. 1942 r. wydawał w okupowanym Paryżu proniemiecki tygodnik "Pariżskij wiestnik" przeznaczony dla rosyjskiej emigracji. Według dokumentów kancelarii Reichsfuhrera SS, opublikowanych w jednym z sowieckich czasopism historycznych, paryskie Gestapo oskarżyło płk. P. N. Bogdanowicza o przynależność do "nikołajewskiego ruchu monarchistycznego" i aresztowało. Udało mu się jednak zbiec z aresztu. 
Po zakończeniu wojny wyjechał do Argentyny, gdzie zmarł 6 marca 1973 r. Został pochowany w miejscowości Pilar. Był autorem książki pt. "Wtrożenije w Wostocznuju Prussiju w awgustie 1914 g." (1964), zawierającej wspomnienia b. żołnierzy rosyjskiej 2 Armii oraz różne artykuły i prace, opublikowane po rosyjsku i niemiecku, dotyczące klęski 2 Armii.